# La Cabrera (Mont-ral)
La Cabrera, o Cabrera, és una entitat de població del municipi de Mont-ral, Alt Camp. L'any 2005 tenia 3 habitants.
Tot i que pertany a Mont-ral, es troba força allunyat al nord-est del seu nucli urbà, i prop ja d'el Pinetell, al terme municipal de Montblanc; les seves aigües tributen al Brugent i no al riu Glorieta com les de Mont-ral.